# Merchant Ivory Productions
Merchant Ivory Productions - filmowa grupa producencka, znana głównie dzięki ekranizacjom dramatów kostiumowych nurtu heritage films. Rdzeń grupy tworzą: reżyser James Ivory, producent Ismail Merchant i scenarzystka Ruth Prawer Jhabvala.

## Znane filmy
- Pokój z widokiem (A Room with a View, 1986) - na podstawie powieści E.M. Forstera
- Maurycy (Maurice, 1987) - na podstawie powieści E.M. Forstera
- Mr. and Mrs. Bridge (1990) - na podstawie powieści Evan S. Connella
- Powrót do Howards End (Howards End, 1992) - na podstawie powieści E.M. Forstera
- Okruchy dnia (The Remains of the Day, 1993) - na podstawie powieści Kazuo Ishiguro
- A Soldier's Daughter Never Cries (1998) - na podstawie powieści Kaylie Jones
- Złota (The Golden Bowl, 2000) - na podstawie powieści Henry’ego Jamesa